# Maciej Scherfchen
Maciej Scherfchen (ur. 24 lutego 1979 w Szamotułach) – polski piłkarz występujący na pozycji pomocnika. 

## Kariera piłkarska

### Kariera klubowa
Karierę rozpoczął w Sokole Pniewy, gdzie grał w sezonach 1995/1996 i 1997/1998. Następnie przeszedł do Poznańskiego Lecha, gdzie występował w sezonach 1997/1998 – 1999/2000. W sezonie 2000/2001 trafił do Polonii Warszawa, zdobywając z nią Puchar Polski (2001). W warszawskiej drużynie rozegrał 42 spotkania i strzelił 1 bramkę. W rundzie wiosennej 2002/03 grał w Widzewie Łódź (9 spotkań). W sezonie 2003/04 powrócił do Lecha Poznań i zdobył z nim Puchar Polski i Superpuchar Polski (2004). Łącznie w Lechu rozegrał 124 mecze i zdobył 5 bramek. Do lutego 2009 reprezentował barwy Ruchu Chorzów. 5 lutego 2009 roku podpisał kontrakt z Arką Gdynia. Od 14 lipca 2009 roku do 31 maja 2010 był ponownie zawodnikiem Ruchu.
26 czerwca 2010 podpisał roczny kontrakt z cypryjskim AÉP Pafos. W następnym roku powrócił do Polski i 24 stycznia związał się kontraktem z poznańską Wartą. 28 lutego 2012 roku stał się piłkarzem Olimpii Elbląg. Pod koniec roku, 20 grudnia przeszedł do Nielby Wągrowiec. W lipcu 2013 roku został zgłoszony przez Wartę Poznań do rozgrywek II ligi w sezonie 2013/2014.

### Kariera reprezentacyjna
Maciej Scherfchen zadebiutował w kadrze 11 lipca 2004 roku w zremisowanym 1-1 meczu przeciwko reprezentacji USA. Swój drugi i jak do tej pory ostatni mecz zagrał 14 maja 2006 w wygranym 4-0 spotkaniu z Reprezentacją Wysp Owczych.

## Statystyki kariery ligowej
Stan na 28 marca 2016
| Sezon         | Klub                      | Rozgrywki          | Mecze | Bramki |
| ------------- | ------------------------- | ------------------ | ----- | ------ |
| 1995/1996     | Sokół Pniewy              |                    |       |        |
| 1996/1997     | Sokół Pniewy              |                    |       |        |
| 1997/1998 (j) | Sokół Pniewy              |                    |       |        |
| 1997/1998 (w) | Lech Poznań               | I liga             | 6     | 0      |
| 1998/1999     | Lech Poznań               | I liga             | 27    | 0      |
| 1999/2000     | Lech Poznań               | I liga             | 27    | 1      |
| 2000/2001     | Polonia Warszawa          | I liga             | 20    | 1      |
| 2001/2002 (w) | Polonia Warszawa          | I liga             | 11    | 0      |
| 2002/2003 (j) | Polonia Warszawa          | I liga             | 11    | 0      |
| 2002/2003 (w) | Widzew Łódź               | I liga             | 9     | 0      |
| 2003/2004     | Lech Poznań               | I liga             | 22    | 0      |
| 2004/2005     | Lech Poznań               | I liga             | 18    | 3      |
| 2005/2006     | Lech Poznań               | I liga             | 24    | 1      |
| 2006/2007     | Lech Poznań               | I liga             | 17    | 0      |
| 2007/2008     | Lech Poznań               | I liga             | 6     | 0      |
| 2008/2009 (j) | Ruch Chorzów              | Ekstraklasa        | 15    | 0      |
| 2008/2009 (w) | Arka Gdynia               | Ekstraklasa        | 8     | 0      |
| 2009/2010     | Ruch Chorzów              | Ekstraklasa        | 13    | 0      |
| 2010/2011 (j) | AEP Pafos                 | Superleague Ellada | 1     | 0      |
| 2010/2011 (w) | Warta Poznań              | I liga             | 13    | 0      |
| 2011/2012 (j) | Warta Poznań              | I liga             | 8     | 0      |
| 2011/2012 (w) | Olimpia Elbląg            | I liga             | 11    | 0      |
| 2012/2013 (j) | Olimpia Elbląg            | II liga            | 13    | 0      |
| 2012/2013 (w) | Nielba Wągrowiec          | III liga           | 13    | 0      |
| 2013/2014     | Warta Poznań              | II liga            | 23    | 1      |
| 2014/2015     | Tarnovia Tarnowo Podgórne | III liga           | 23    | 0      |

## Sukcesy
Polonia Warszawa:
- Puchar Polski: 2000/2001

Lech Poznań:
- Puchar Polski: 2003/2004
- Superpuchar Polski: 2004